# Pruines
Pour l’article ayant un titre homophone, voir Pruine.
Pruines est une commune française située dans le département de l'Aveyron en région Occitanie.

## Géographie

### Localisation
Entre le pic du Kaymar (707 m) et le Dourdou, la commune de Pruines s’étend sur 25 km2 et les traces précoces de vie y sont nombreuses : dolmen, fanum, four tuilier, voie antique, sites sidérurgiques, vestiges de mines gallo-romaine sur les hauteurs, sarcophages mérovingiens dans la vallée…

### Communes limitrophes
Les communes limitrophes sont Mouret, Nauviale, Conques-en-Rouergue, Saint-Félix-de-Lunel et Sénergues.

### Hydrographie

#### Réseau hydrographique

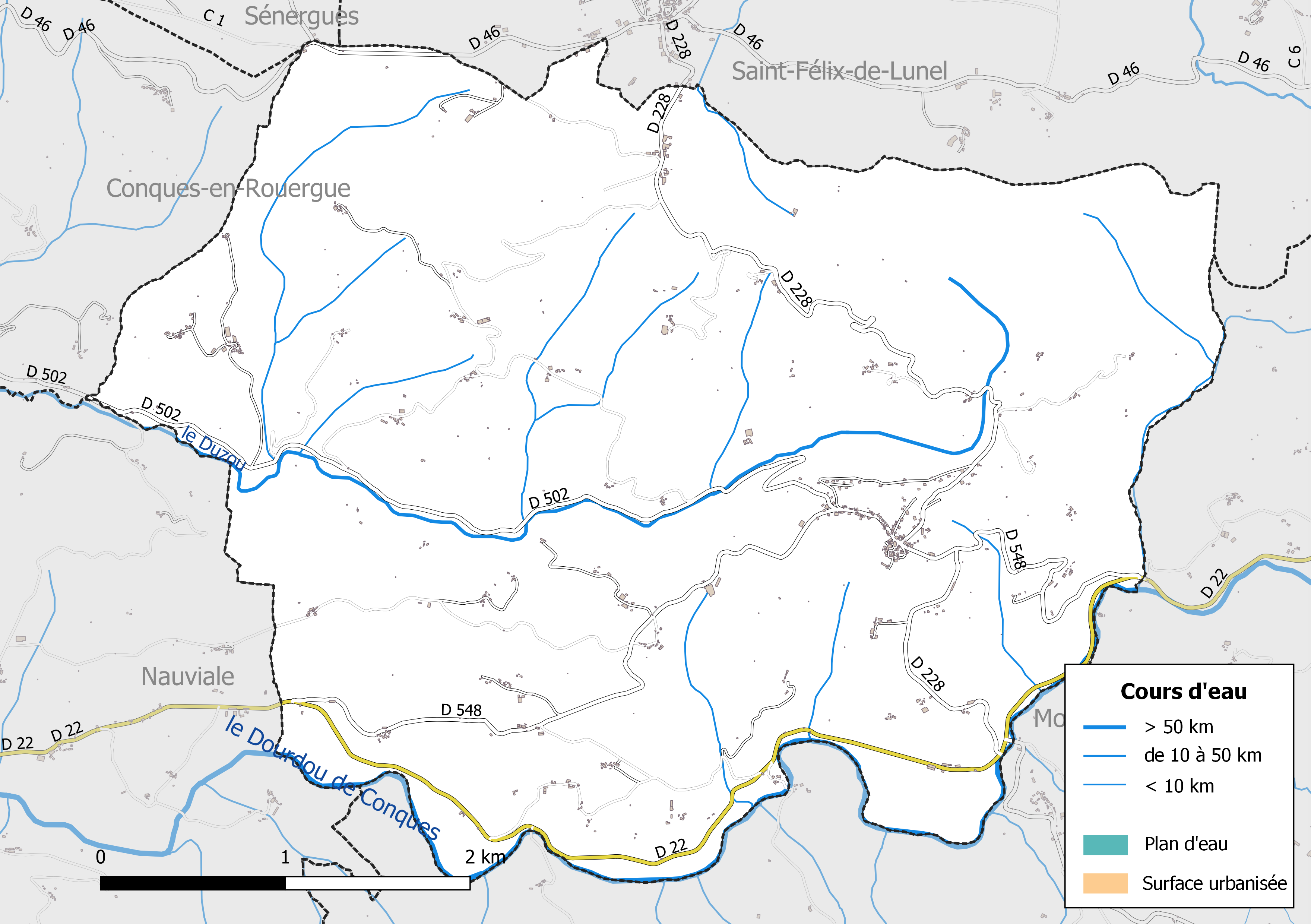
Réseaux hydrographique et routier de Pruines.

La commune est drainée par le Dourdou de Conques, le Duzou et par divers petits cours d'eau.
Le Dourdou de Conques, d'une longueur totale de 83,7 km, prend sa source dans la commune de Lassouts et se jette  dans le Lot  à Conques-en-Rouergue, après avoir arrosé 12 communes.
Le Duzou, d'une longueur totale de 10,5 km, prend sa source dans la commune de Pruines et se jette  dans le Dourdou de Conques à Conques-en-Rouergue, après avoir arrosé 3 communes.

#### Gestion des cours d'eau
La gestion des cours d’eau situés dans le bassin de l’Aveyron est assurée par l’établissement public d'aménagement et de gestion des eaux (EPAGE) Aveyron amont, créé le 1er janvier 2017, en remplacement du syndicat mixte du bassin versant Aveyron amont,,.

### Climat
Pour des articles plus généraux, voir Climat de l'Occitanie et Climat de l'Aveyron.
En 2010, le climat de la commune est de type climat océanique altéré, selon une étude s'appuyant sur une série de données couvrant la période 1971-2000. En 2020, Météo-France publie une typologie des climats de la France métropolitaine dans laquelle la commune est exposée à un climat de montagne et est dans la région climatique Sud-est du Massif Central, caractérisée par une pluviométrie annuelle de 1 000 à 1 500 mm, minimale en été, maximale en automne.
Pour la période 1971-2000, la température annuelle moyenne est de 12,5 °C, avec une amplitude thermique annuelle de 16,1 °C. Le cumul annuel moyen de précipitations est de 1 020 mm, avec 11,9 jours de précipitations en janvier et 6,7 jours en juillet. Pour la période 1991-2020, la température moyenne annuelle observée sur la station météorologique la plus proche, située sur la commune de Salles-la-Source à 10 km à vol d'oiseau, est de 11,1 °C et le cumul annuel moyen de précipitations est de 869,1 mm,. Pour l'avenir, les paramètres climatiques de la commune estimés pour 2050 selon différents scénarios d'émission de gaz à effet de serre sont consultables sur un site dédié publié par Météo-France en novembre 2022.

### Milieux naturels et biodiversité

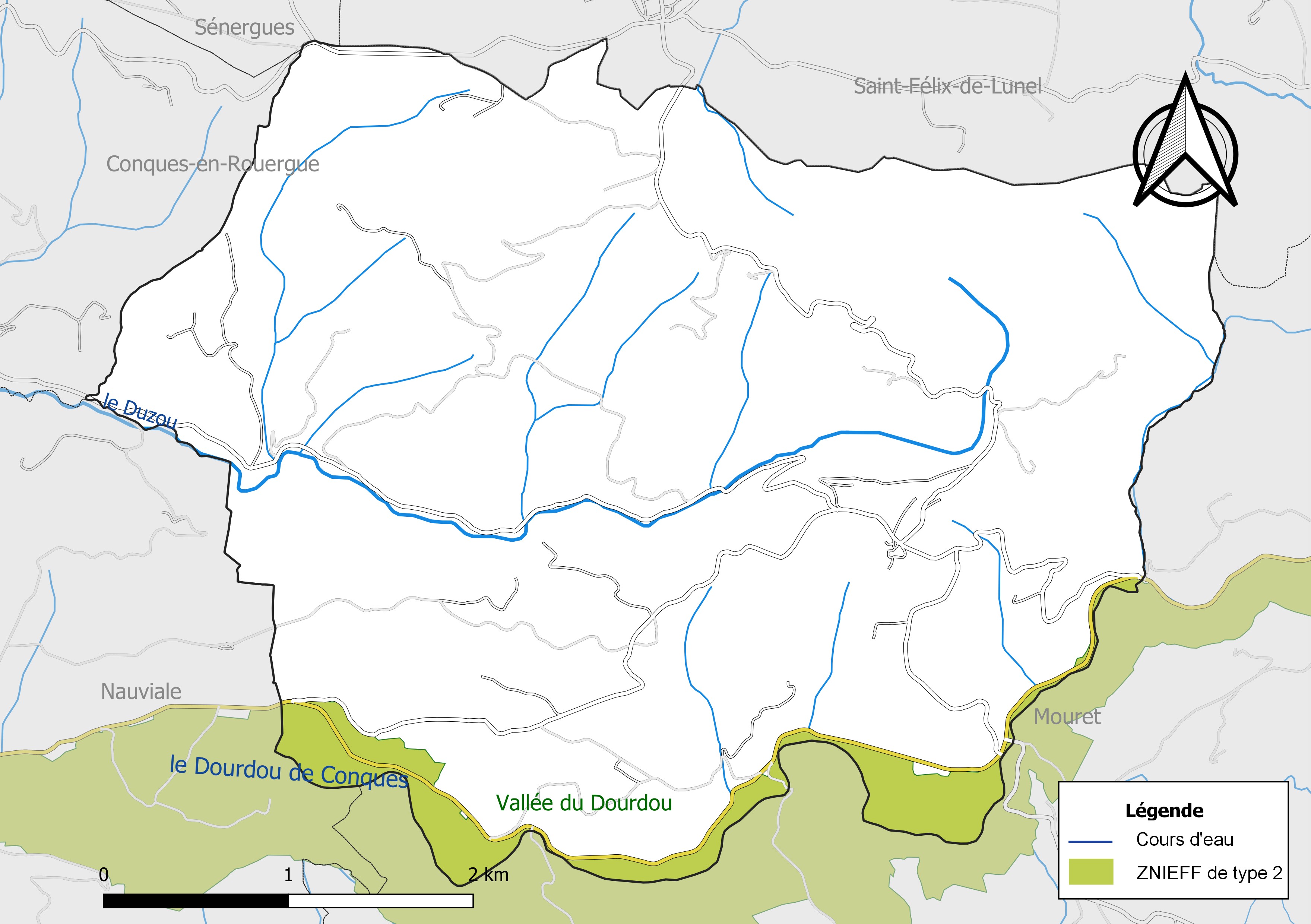
Carte de la ZNIEFF de type 2 localisée sur la commune.

L’inventaire des zones naturelles d'intérêt écologique, faunistique et floristique (ZNIEFF) a pour objectif de réaliser une couverture des zones les plus intéressantes sur le plan écologique, essentiellement dans la perspective d’améliorer la connaissance du patrimoine naturel national et de fournir aux différents décideurs un outil d’aide à la prise en compte de l’environnement dans l’aménagement du territoire.
Le territoire communal de Pruines comprend une ZNIEFF de type 2,, 
la « Vallée du Dourdou » (5 964 ha), qui s'étend sur 16 communes de l'Aveyron.

## Urbanisme

### Typologie
Au 1er janvier 2024, Pruines est catégorisée commune rurale à habitat très dispersé, selon la nouvelle grille communale de densité à sept niveaux définie par l'Insee en 2022.
Elle est située hors unité urbaine. Par ailleurs la commune fait partie de l'aire d'attraction de Rodez, dont elle est une commune de la couronne,. Cette aire, qui regroupe 68 communes, est catégorisée dans les aires de 50 000 à moins de 200 000 habitants,.

### Occupation des sols

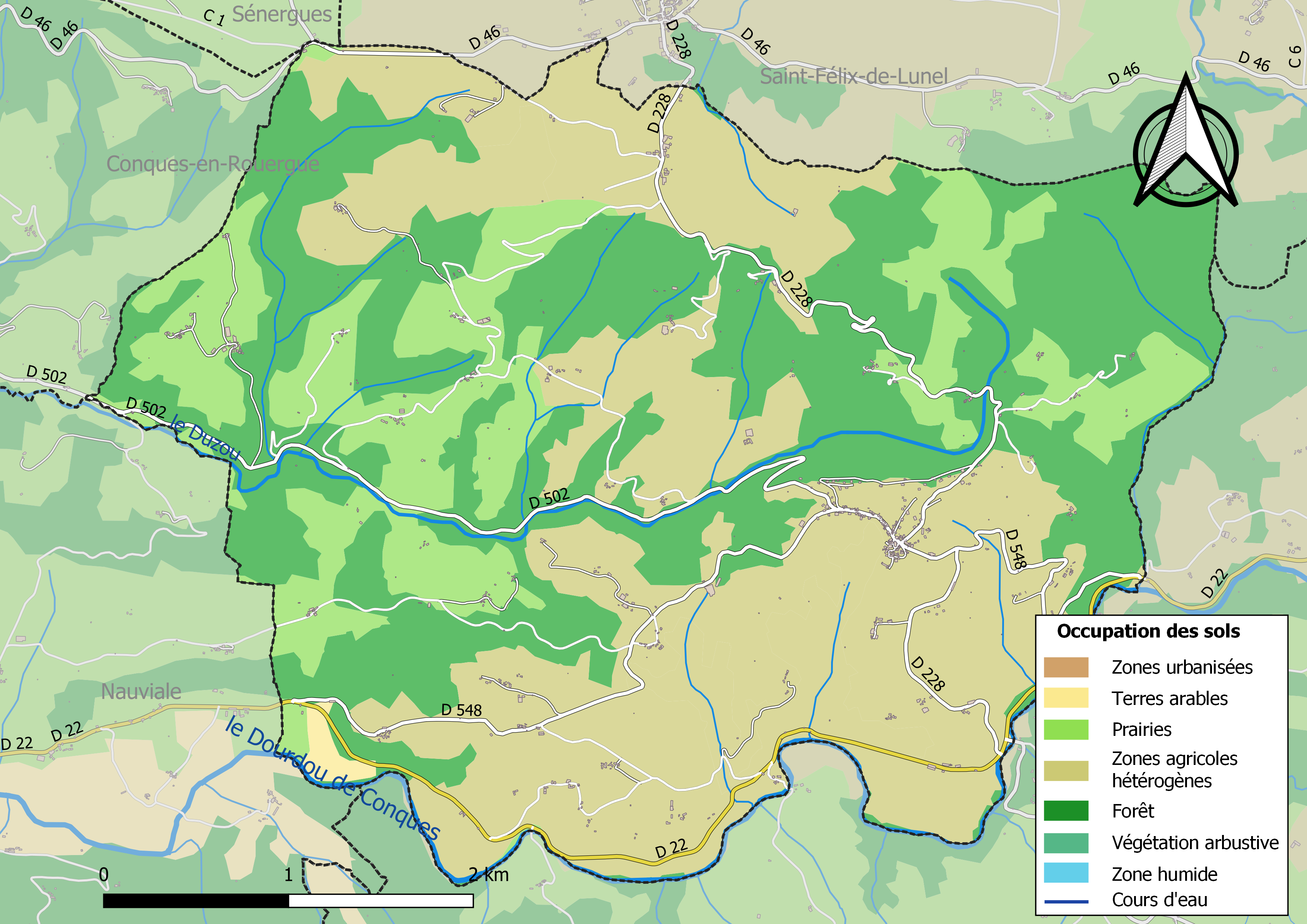
Infrastructures et occupation des sols de la commune de Pruines.

L'occupation des sols de la commune, telle qu'elle ressort de la base de données européenne d’occupation biophysique des sols Corine Land Cover (CLC), est marquée par l'importance des territoires agricoles (60,3 % en 2018), en augmentation par rapport à 1990 (56,6 %). La répartition détaillée en 2018 est la suivante : 
zones agricoles hétérogènes (42,8 %), forêts (39,7 %), prairies (17,1 %), terres arables (0,4 %).

### Planification
La loi SRU du 13 décembre 2000 a incité fortement les communes à se regrouper au sein d’un établissement public, pour déterminer les partis d’aménagement de l’espace au sein d’un SCoT, un document essentiel d’orientation stratégique des politiques publiques à une grande échelle. La commune est dans le territoire du SCoT du Centre Ouest Aveyron  approuvé en février 2020. La structure porteuse est le Pôle d'équilibre territorial et rural Centre Ouest Aveyron, qui associe neuf EPCI, notamment la communauté de communes Conques-Marcillac, dont la commune est membre.
La commune ne disposait pas en 2017 de document d'urbanisme opérationnel et le règlement national d'urbanisme s'appliquait donc pour la délivrance des permis de construire.

### Risques majeurs
Le territoire de la commune de Pruines est vulnérable à différents aléas naturels : inondations, climatiques (hiver exceptionnel ou canicule), feux de forêts et séisme (sismicité faible).
Il est également exposé à deux risques particuliers, les risques radon et minier,.

#### Risques naturels

Zones inondables de la commune de Pruines.

Certaines parties du territoire communal sont susceptibles d’être affectées par le risque d’inondation par débordement du Dourdou de Conques. Les dernières grandes crues historiques, ayant touché plusieurs parties du département, remontent aux 3 et 4 décembre 2003 (dans le bassin du Lot, de l'Aveyron, du Viaur et du Tarn) et au 28 novembre 2014 (bassins de la Sorgues et du Dourdou). Ce risque est pris en compte dans l'aménagement du territoire de la commune par le biais du Plan de prévention du risque inondation (PPRI) du bassin du « Dourdou de Conques Amont», approuvé le 27 octobre 2014.
Le Plan départemental de protection des forêts contre les incendies découpe le département de l’Aveyron en sept « bassins de risque » et définit une sensibilité des communes à l’aléa feux de forêt (de faible à très forte). La commune est classée en sensibilité moyenne.

#### Risques particuliers
La commune est concernée par le risque minier, principalement lié à l’évolution des cavités souterraines laissées à l’abandon et sans entretien après l’exploitation des mines.
Dans plusieurs parties du territoire national, le radon, accumulé dans certains logements ou autres locaux, peut constituer une source significative d’exposition de la population aux rayonnements ionisants. Toutes les communes du département sont concernées par le risque radon à un niveau plus ou moins élevé. Selon le dossier départemental des risques majeurs du département établi en 2013, la commune de Pruines est classée à risque moyen à élevé. Un décret du 4 juin 2018 a modifié la terminologie du zonage définie dans le code de la santé publique et a été complété par un arrêté du 27 juin 2018 portant délimitation des zones à potentiel radon du territoire français. La commune est désormais en zone 3, à savoir zone à potentiel radon significatif.

## Toponymie
Le nom de Pruines serait une formation latine, dérivant d'un arbre fruitier, le prunier (prunus) avec le suffixe -ea.

## Histoire

### Moyen Âge
Le plus ancien écrit concernant la localité de Pruines est une pièce du cartulaire de Conques par laquelle Hector d’Auzits donne à l’abbé de Conques Odolric (1031-1065), en même temps que l’église de Firmi, « le manse de Pruines » (mansum de Prunosa). Dans la seconde moitié du XIe siècle est attesté un moine « Étienne de Pruines » (Stephanus Pruinensis monachus), opérant en Toulousain pour l'abbaye de Conques.La paroisse de Pruines (parrochia de Proinas) est mentionnée au XIIe siècle, le domaine de Pruines (vila de Proinas) en 1208.
Au XIIIe siècle, une famille seigneuriale prend le nom de « Pruhines » et s’y installe pour deux siècles.

### Époque moderne
Après les épisodes difficiles des guerres de Religion, la seigneurie de Pruines est acquise en 1631 par la famille de Bancalis. À l’origine simples notaires de Muret le Château, les Bancalis font une ascension fulgurante : la baronnie de Pruines donne accès aux états du Rouergue, et en 1654 une alliance avec Marguerite de Coustin de Bourzolles, dont la mère est née d’Orléans de Rère (famille différente de la Maison princière d'Orléans), conforte leur position dans la noblesse de la région.
Plus tard, un des fils, Jean Antoine Louis de Bancalis de Pruines (né en 1765) surnommé « le Chevalier de Pruynes », activiste acharné contre la Révolution et l'Empire, est parmi les ultra-royalistes les plus recherchés de l'Aveyron durant les Cent-Jours.

### Époque contemporaine
Au XIXe siècle, le duc Decazes obtient la concession des mines de fer du Kaymar, et la population atteint 1235 habitants, c’est un des plus gros bourgs de la région. L’élevage, la production de lait et de fruits sont ses points forts, qui perdurent jusqu’à nos jours.
Par ordonnance royale du 3 juillet 1837, Pruines est détachée de la commune de Nauviale. Le premier maire de cette nouvelle commune de Pruines est Pierre-Jean Campergue, nommé par arrêté préfectoral le 22 décembre 1837.
De toute son histoire, le village a conservé l’église Saint-Hilaire avec son clocher à peigne, de nombreuses demeures de grès rose si caractéristiques de la région, et son château, magnifiquement restauré par les actuels propriétaires. Dans un cadre XVIIIe siècle, cette bâtisse accueille une collection unique de poteries du Sud-Ouest de la France dont la visite mérite le détour.

## Politique et administration

### Découpage territorial
La commune de Pruines est membre de la communauté de communes Conques-Marcillac, un établissement public de coopération intercommunale (EPCI) à fiscalité propre créé le 27 décembre 1996 dont le siège est à Marcillac-Vallon. Ce dernier est par ailleurs membre d'autres groupements intercommunaux.
Sur le plan administratif, elle est rattachée à l'arrondissement de Rodez, au département de l'Aveyron et à la région Occitanie. Sur le plan électoral, elle dépend du  canton du Vallon pour l'élection des conseillers départementaux, depuis le redécoupage cantonal de 2014 entré en vigueur en 2015, et de la première circonscription de l'Aveyron  pour les élections législatives, depuis le dernier découpage électoral de 2010.

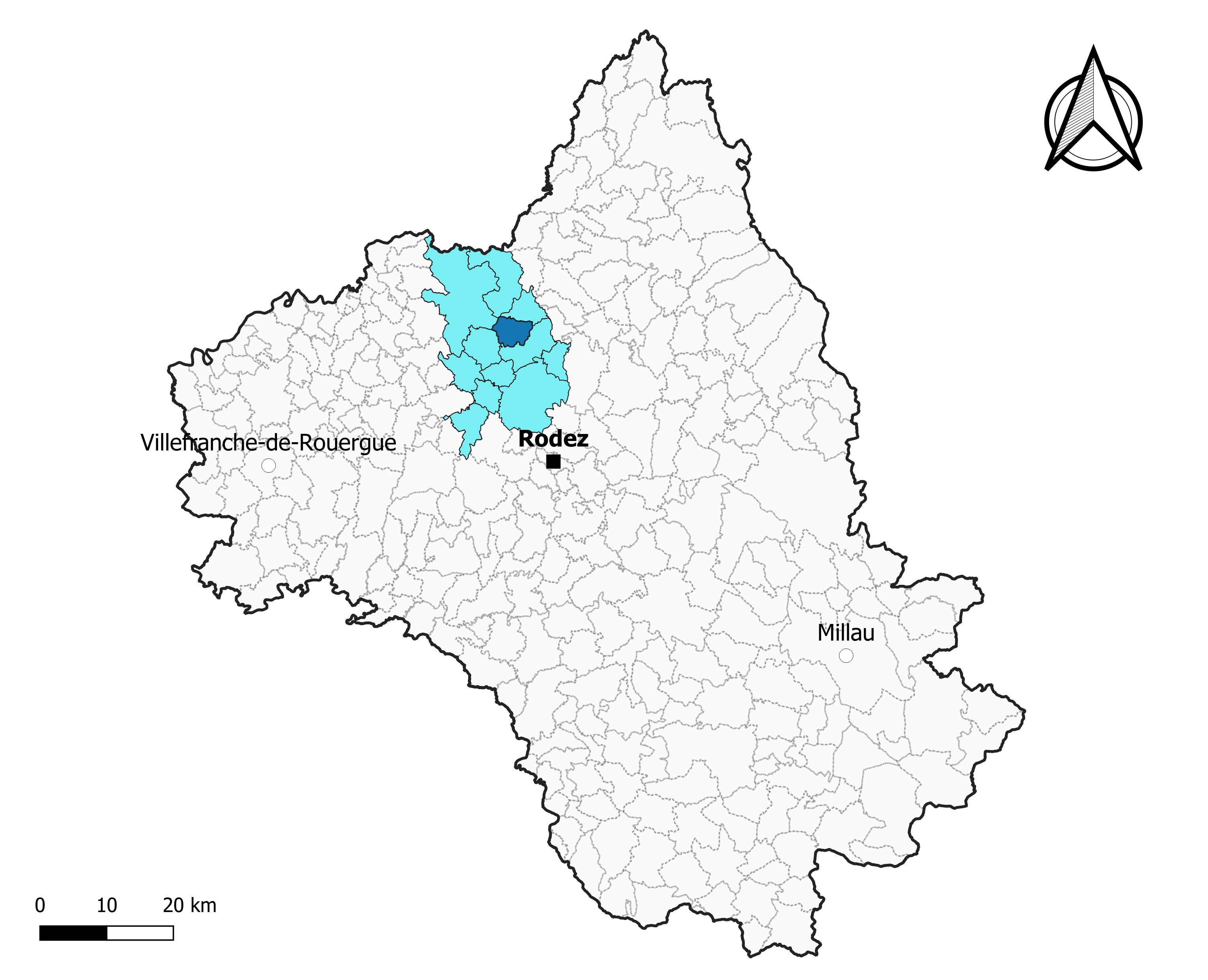
Pruines dans l'intercommunalité en 2020.
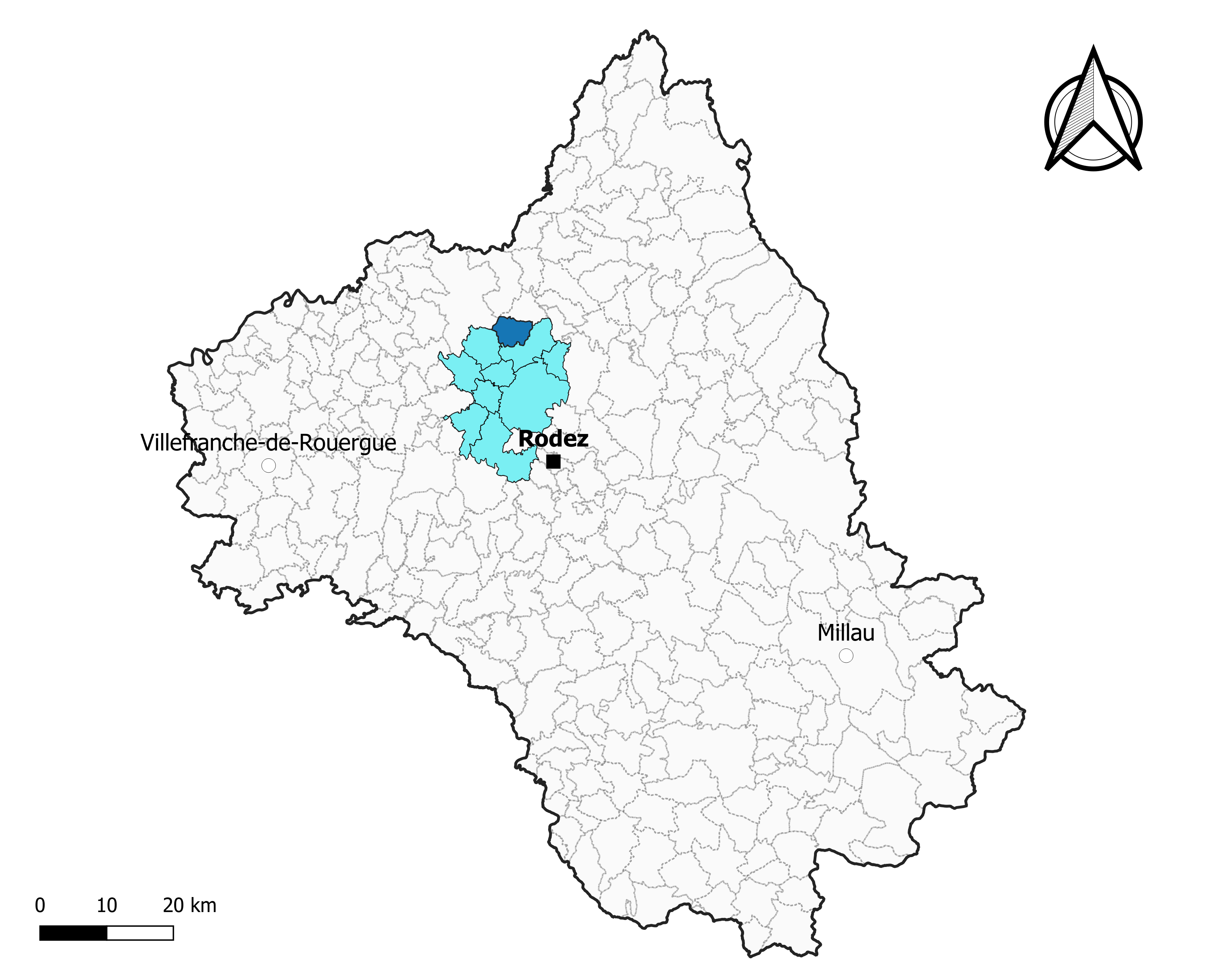
Pruines dans le canton du Vallon en 2020.
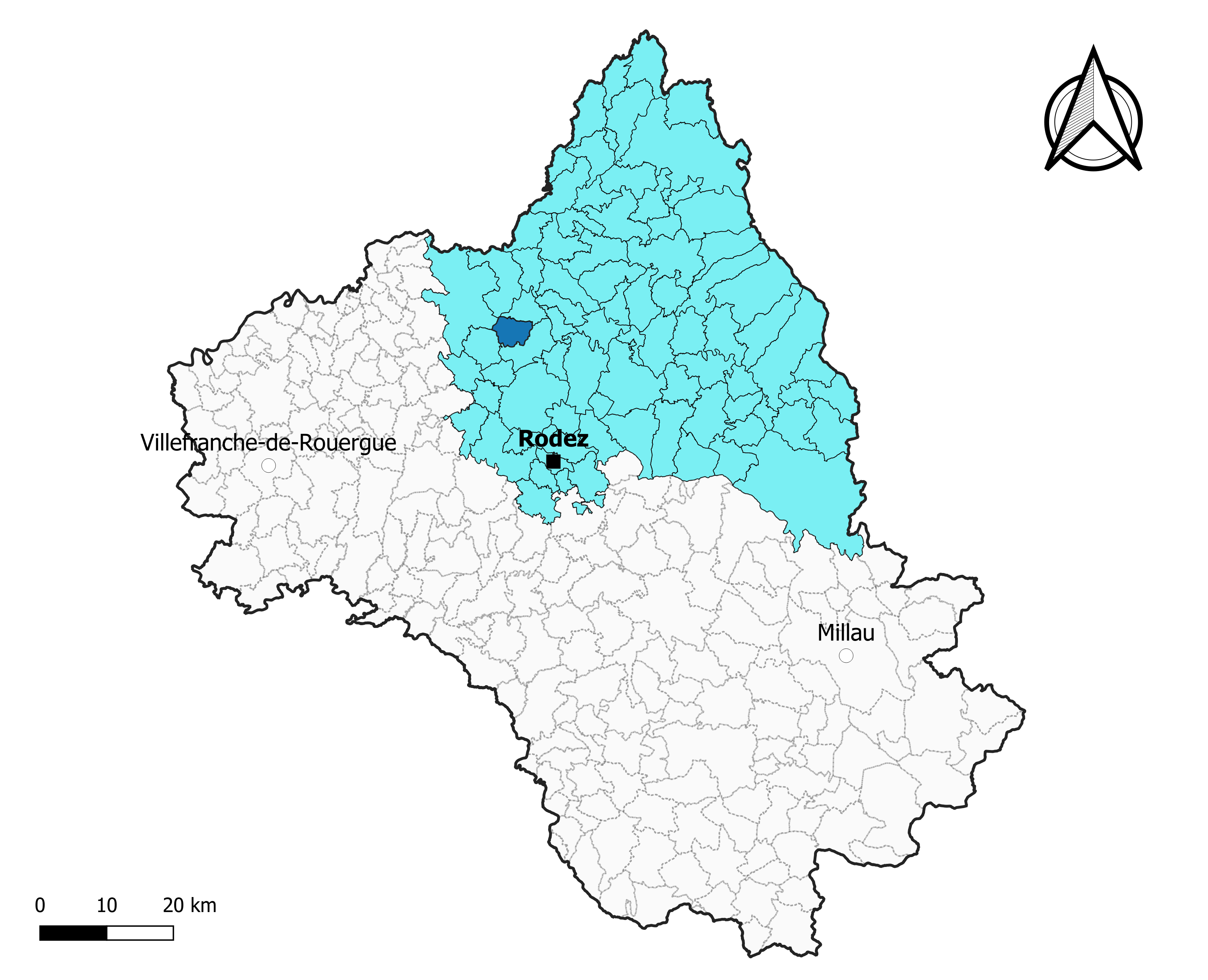
Pruines dans l'arrondissement de Rodez en 2020.

### Élections municipales et communautaires

#### Élections de 2020
Le conseil municipal de Pruines, commune de moins de 1 000 habitants, est élu au scrutin majoritaire plurinominal à deux tours avec candidatures isolées ou groupées et possibilité de panachage. Compte tenu de la population communale, le nombre de sièges à pourvoir lors des élections municipales de 2020 est de 11. La totalité des onze candidats en lice est élue dès le premier tour, le 15 mars 2020, avec un taux de participation de 62 %.
Christian Pouget, maire sortant, est réélu pour un nouveau mandat le 25 mai 2020.
Dans les communes de moins de 1 000 habitants, les conseillers communautaires sont désignés parmi les conseillers municipaux élus en suivant l’ordre du tableau (maire, adjoints puis conseillers municipaux) et dans la limite du nombre de sièges attribués à la commune au sein du conseil communautaire. Deux sièges sont attribués à la commune au sein de la communauté de communes Conques-Marcillac.

#### Liste des maires
| Période                                  | Période  | Identité              | Étiquette | Qualité    |
| ---------------------------------------- | -------- | --------------------- | --------- | ---------- |
| 1792                                     | 1795     | Pierre Jean Rolland   |           |            |
| 1795                                     | 1798     | Jean Antoine Puech    |           |            |
| 1798                                     | 1800     | Bernard Pradels       |           |            |
| 1800                                     | 1804     | Jean Marie Laurens    |           |            |
| 1804                                     | 1806     | Paul Antoine Pelou    |           |            |
| 1806                                     | 1813     | François Manhabiale   |           |            |
| 1813                                     | 1830     | Jean Marie Laurens    |           |            |
| 1830                                     | 1838     | François Manhabiale   |           |            |
| 1838                                     | 1888     | Pierre Jean Campergue |           |            |
| 1888                                     | 1892     | Jules Calmels         |           |            |
| 1892                                     | 1900     | Auguste Fabre         |           |            |
| 1900                                     | 1927     | Joseph Pouget         |           |            |
| 1927                                     | 1953     | Paul Rolland          |           |            |
| 1953                                     | 1959     | Emilien Campergue     |           |            |
| 1959                                     | 1991     | Gilbert Pouget        |           |            |
| 2001                                     | 2008     | Jean-Claude Jupin     |           |            |
| 2008                                     | en cours | Christian Pouget,     |           | Commerçant |
| Les données manquantes sont à compléter. |          |                       |           |            |

## Démographie
L'évolution du nombre d'habitants est connue à travers les recensements de la population effectués dans la commune depuis 1793. Pour les communes de moins de 10 000 habitants, une enquête de recensement portant sur toute la population est réalisée tous les cinq ans, les populations de référence des années intermédiaires étant quant à elles estimées par interpolation ou extrapolation. Pour la commune, le premier recensement exhaustif entrant dans le cadre du nouveau dispositif a été réalisé en 2007.

En 2022, la commune comptait 287 habitants, en évolution de −5,28 % par rapport à 2016 (Aveyron : +0,37 %, France hors Mayotte : +2,11 %).
| 1793  | 1800 | 1841  | 1846  | 1851  | 1856  | 1861  | 1866  | 1872  |
| ----- | ---- | ----- | ----- | ----- | ----- | ----- | ----- | ----- |
| 1 050 | 988  | 1 066 | 1 106 | 1 121 | 1 118 | 1 095 | 1 162 | 1 135 |

| 1876  | 1881  | 1886  | 1891 | 1896 | 1901 | 1906 | 1911 | 1921 |
| ----- | ----- | ----- | ---- | ---- | ---- | ---- | ---- | ---- |
| 1 237 | 1 191 | 1 112 | 982  | 922  | 875  | 828  | 765  | 611  |

| 1926 | 1931 | 1936 | 1946 | 1954 | 1962 | 1968 | 1975 | 1982 |
| ---- | ---- | ---- | ---- | ---- | ---- | ---- | ---- | ---- |
| 609  | 601  | 554  | 535  | 461  | 449  | 386  | 349  | 330  |

| 1990 | 1999 | 2006 | 2007 | 2012 | 2017 | 2022 | - | - |
| ---- | ---- | ---- | ---- | ---- | ---- | ---- | - | - |
| 257  | 239  | 266  | 270  | 302  | 297  | 287  | - | - |

## Économie

### Revenus
En 2018  (données Insee publiées en septembre 2021), la commune compte 128 ménages fiscaux, regroupant 293 personnes. La médiane du revenu disponible par unité de consommation est de 18 090 € (20 640 € dans le département).

### Emploi
| Division       | 2008  | 2013  | 2018  |
| -------------- | ----- | ----- | ----- |
| Commune        | 2,7 % | 4,1 % | 8,4 % |
| Département    | 5,4 % | 7,1 % | 7,1 % |
| France entière | 8,3 % | 10 %  | 10 %  |

En 2018, la population âgée de 15 à 64 ans s'élève à 175 personnes, parmi lesquelles on compte 79,9 % d'actifs (71,5 % ayant un emploi et 8,4 % de chômeurs) et 20,1 % d'inactifs,. En  2018, le taux de chômage communal (au sens du recensement) des 15-64 ans est supérieur à celui du département, mais inférieur à celui de la France, alors qu'il était inférieur à celui du département et de la France en 2008.
La commune fait partie de la couronne de l'aire d'attraction de Rodez, du fait qu'au moins 15 % des actifs travaillent dans le pôle,. Elle compte 54 emplois en 2018, contre 57 en 2013 et 52 en 2008. Le nombre d'actifs ayant un emploi résidant dans la commune est de 125, soit un indicateur de concentration d'emploi de 43,1 % et un taux d'activité parmi les 15 ans ou plus de 58,6 %.
Sur ces 125 actifs de 15 ans ou plus ayant un emploi, 46 travaillent dans la commune, soit 37 % des habitants. Pour se rendre au travail, 81,3 % des habitants utilisent un véhicule personnel ou de fonction à quatre roues, 0,8 % les transports en commun, 10,2 % s'y rendent en deux-roues, à vélo ou à pied et 7,8 % n'ont pas besoin de transport (travail au domicile).

### Activités hors agriculture
26 établissements sont implantés  à Pruines au 31 décembre 2019. Le tableau ci-dessous en détaille le nombre par secteur d'activité et compare les ratios avec ceux du département,.
Le secteur du commerce de gros et de détail, des transports, de l'hébergement et de la restauration est prépondérant sur la commune puisqu'il représente 30,8 % du nombre total d'établissements de la commune (8 sur les 26 entreprises implantées  à Pruines), contre 27,5 % au niveau départemental.

### Agriculture
La commune est dans le Rougier de Marcillac, une petite région agricole située dans le nord-ouest du département de l'Aveyronet correspondant au haut bassin du Dourdou de Conques. En 2020, l'orientation technico-économique de l'agriculture  sur la commune est la polyculture et/ou le polyélevage.
|               | 1988  | 2000 | 2010 | 2020 |
| ------------- | ----- | ---- | ---- | ---- |
| Exploitations | 49    | 34   | 18   | 19   |
| SAU (ha)      | 1 027 | 950  | 822  | 724  |

Le nombre d'exploitations agricoles en activité et ayant leur siège dans la commune est passé de 49 lors du recensement agricole de 1988  à 34 en 2000 puis à 18 en 2010 et enfin à 19 en 2020, soit une baisse de 61 % en 32 ans. Le même mouvement est observé à l'échelle du département qui a perdu pendant cette période 51 % de ses exploitations,. La surface agricole utilisée sur la commune a également diminué, passant de 1 027 ha en 1988 à 724 ha en 2020. Parallèlement la surface agricole utilisée moyenne par exploitation a augmenté, passant de 21 à 38 ha.

## Culture locale et patrimoine

### Lieux et monuments
- Église Saint-Hilaire de Pruines.
- Le château de Pruines date du XVe siècle. Il est bâti en grès rouge local et il est constitué de plusieurs parties : un bâtiment principal, une tour et l'écurie. Au XVIe siècle, des travaux d'aménagement intérieur sont entrepris. Le plafond peint, datant du XVIIe siècle, possède un décor peint et sculpté très coloré ; il est actuellement visible dans une pièce du premier étage de la tour. Le château a d'abord appartenu à la famille d'Arjac-Solages, puis passe au début du XVe siècle dans la famille de Marcenac qui l'engage auprès de Jean-Imbert d'Ardenne, fils du maire de Villefranche-de-Rouergue et receveur général des rentes de Toulouse. Au XVIIe siècle, ses héritiers le revendent  à Jean-Antoine Bancalis (1655-1706), dont les héritiers conservèrent le château jusqu'au commencement du XIXe siècle. Au début du XXe siècle, le château est vendu à la municipalité qui en a fait la mairie ainsi que l'école publique de 1917 à 1954. De 1974 à 1999, il est rénové par un particulier, Roland Krzepisz, qui en fait une auberge de jeunesse, gîte d'étape du R62, et y organise des stages de sculpture, tissage et fonderie d'art. Aujourd'hui propriété privée, le château de Pruines a été restauré et meublé dans un ameublement d'époque ; la cuisine accueille une collection de poteries anciennes et de cuivres.
- Autre curiosité sur le territoire de la commune de Pruines : le pic du Keymar (707 m). C'est en quittant le village et en montant jusqu'au lieu appelé « le Keymar » que l'on peut apercevoir la splendide vallée du Dourdou, le village de Pruines, et même le clocher de la cathédrale de Rodez.

### Personnalités liées à la commune
- Famille de Bancalis de Maurel d'Aragon